# Idia denticulalis
Idia denticulalis là một loài bướm đêm thuộc họ Noctuidae. Nó được tìm thấy ở Wisconsin tới New England, phía nam đến Alabama và Texas.
Sải cánh dài khoảng 25 mm. Con trưởng thành bay từ tháng 4 đến tháng 9 in Maryland và từ tháng 7 đến tháng 8 in Quebec Có một lứa một năm in the north, two hoặc more generations on the south.
Ấu trùng ănlichen và detritus, bao gồm dead leaves.